# 웨스파쓰바키야마역
웨스파쓰바키야마역(일본어: ウェスパ椿山駅 ウェスパつばきやまえき[*])은 일본 아오모리현 니시쓰가루군 후카우라정에 위치한 동일본 여객철도 고노 선의 철도역이다. 단선 승강장 1면 1선의 구조를 갖춘 지상역이다.

## 역 주변
- WeSpa 쓰바키야마
- 미치노쿠 온천

## 역사
- 2001년 12월 1일 : 동일본 여객철도의 역으로서 개업. 쾌속 '리조트 시라카미'만 정차.
- 2002년 12월 1일 : 보통열차도 정차하게 됨.
- 2010년 4월 1일 : 후카우라역에서 고쇼가와라 역으로 관리역이 변경됨.

## 인접 역
| 동일본 여객철도 고노 선      | 동일본 여객철도 고노 선 | 동일본 여객철도 고노 선 |
| ---------------------------- | ----------------------- | ----------------------- |
| 무쓰사와베 히가시노시로 방면 | 고노 선                 | 헤나시 가와베 방면      |